# Nick Knox
Nick Knox (26 marzo 1958 – 15 giugno 2018) è stato un batterista statunitense.

## Biografia
Nato come Nicholas George Stephanoff, è stato il batterista del gruppo psychobilly dei Cramps. Sostituì Miriam Linna nel 1977 e lasciò il gruppo nel 1991. Knox era presente nelle formazioni dei Cramps durante il periodo della loro popolarità a livello mondiale e durante tour europeo nel 1986 (il A Date with Elvis Tour). Ha anche arruolato suo cugino, Mike Methof (alias Ike Knox), durante il precedente tour europeo del gruppo, nel 1984. Knox è stato riconosciuto come il batterista che ha portato compattezza al suono dei Cramps, ed è stato più a lungo di ogni altro batterista nel gruppo. Knox ha perso un occhio negli anni ottanta dopo una rara infezione.